# Стоять на решённом
Стоя́ть на решённом (лат. Stare decisis, латинское произношение: /ˈstaːreː deːˈtʃiːzɪs/) — правовой принцип, по которому судьи обязаны уважать прецеденты, созданные предшествующими решениями. Выражение взято из латинского изречения, формулирующего данный принцип, Stare decisis et non quieta movere: «стоять на решённом и не нарушать спокойствие». В правовом контексте это понимается таким образом, что суды должны, как правило, придерживаться прецедентов и не поднимать заново уже улаженные вопросы.

## Принцип
Принцип стоять на решённом может быть разбит на две составные части. Первое правило: решение, вынесенное высшим судом, является прецедентом, имеющим обязательную силу (также известен как обязательная сила), который не может быть изменён низшим судом. Второе правило: суд не должен отменять свои собственные прецеденты, пока для этого не появится веского довода, и должен руководствоваться принципами низших и равных ему судов. Второе правило, с учётом убедительного прецедента, имеет рекомендательный характер, и суды могут пренебрегать им (что иногда случается).

### Вертикальность
Обычно судебная система common law включает в себя суды первой инстанции, промежуточные апелляционные суды и Верховный суд. Нижестоящие суды рассматривают почти все судебные дела. Нижестоящие суды должны подчиняться прецедентам, установленным апелляционным судом их юрисдикции, и всем прецедентам верховного суда.
Верховный суд Калифорнии объяснил этот принцип таким образом:
...По теории стоять на решённом, все органы правосудия, обладающие нижестоящей юрисдикцией, должны следовать решениям судов, обладающих вышестоящей юрисдикцией. Иначе теория стоять на решённом не имеет смысла. Решения настоящего суда обязательны для всех судов штата Калифорния. Решения каждого отделения Окружных апелляционных судов обязательны для всех мировых и муниципальных судов и всех высших судов этого штата вне зависимости, действует ли высший суд как суд или апелляционный суд. Суды, обладающие нижестоящей юрисдикцией, должны признавать законы, объявленные судами вышестоящей юрисдикции. В их обязанности не входят попытки отклонить решения суда вышестоящей инстанции.
Апелляционные суды должны подчиняться лишь решениям Верховного суда.
Применение теории стояния на решённом между вышестоящим и нижестоящим судами иногда называется вертикальным стоянием на решённом.
Однако в федеральных системах разделение между федеральным и местным правом может привести к усложнению взаимодействия. Например, суды штатов в США считаются не нижестоящими по отношению к федеральным судам, а составляют скорее параллельную судебную систему. Суды штатов должны следовать решениям Верховного суда США в вопросах федерального права, однако, федеральные суды должны следовать решениям судов конкретного штата в вопросах права этого штата. Если решения высшего суда штата по данному вопросу не имеется, федеральные суды должны попытаться предсказать, как суды штатов решили бы этот вопрос, рассмотрев решения апелляционных судов штата всех уровней. Решения федеральных судов низшей инстанции (то есть окружных и федеральных районных судов) необязательны для судов штатов, поэтому интерпретации некоторых федеральных законов могут расходится и иногда расходятся в зависимости от того, федеральным или региональным является суд. Однако на практике судьи одной системы почти всегда склонны следовать прецедентным правовым нормам другой системы для предотвращения расходящихся результатов и сведения судебной торговли к минимуму.

### Горизонтальность
Идея о том, что судья ограничивается решениями предшествующих судей одинакового или равного по рангу уровня (или по крайней мере должен их уважать), называется горизонтальным стоянием на решённом. Когда суд ограничивает сам себя, это также является примером горизонтальности теории прецедента стоять на решённом.
В федеральной судебной системе США промежуточные апелляционные суды разделены на «округа». Каждая судейская коллегия апелляционного суда округа должна подчиняться предшествующим апелляционным решениям того же округа. Прецеденты апелляционного суда США могут быть отклонены лишь судом в полном составе, то есть заседанием всех действующих судей апелляционного суда округа, или Верховным судом США.
Штат Нью-Йорк, например, разделён на четыре апелляционных округа под руководством Апелляционного суда штата Нью-Йорк последней инстанции. Решения одного апелляционного округа не ограничивают судей других округов, и в некоторых случаях интерпретация законов в разных округах значительно различается.

### Применение

#### Развитие
Раннее английское общее право не имело и не требовало теории стояния на решённом по ряду правовых и технологических причин:
- В период формирования common law королевские суды являлись лишь одним из многих видов судов, в которых англичане могли разрешать свои споры. Королевские суды работали параллельно и соперничали с церковными, манориальными, городскими, торговыми и местными судами.
- Королевские суды не были организованы в форме иерархии, вместо этого различные королевские суды (казначейские, общегражданских исков, королевской скамьи и канцлерские) конкурировали друг с другом.
- Основные законы почти по всем вопросам ни издавались, ни кодифицировались, поэтому у судов не было необходимости толковать законодательство.
- Основными особенностями и целью common law были не основные законы, которые определялись обычным правом, а процедурные вопросы.
- Практика отсылки к предыдущим делам привела не к появлению ограничивающих законных правил, а к подтверждению обычаев.
- Обычное право не являлось рациональной и последовательной совокупностью правил и не требовало системы прецедентов, имеющих обязательную силу.
- До изобретения печатной машины состояние письменных протоколов делало применение теории стояния на решённом весьма затруднительным.

Эти причины со временем изменялись, и в результате сложились обстоятельства, благоприятные для появления теории стояния на решённом:
К концу восемнадцатого века суды common law взяли на себя значительную часть дел своих некоролевских конкурентов, хотя между самими судами common law по-прежнему существовало внутреннее соперничество. В течение девятнадцатого века движения за правовые реформы в Англии и США положили этому конец, объединив различные суды common law в систему с формальной иерархической структурой. Вместе с появлением надёжных частных обозревателей дел, это привело к строгому соблюдению теории стояния на решённом на практике, и вскоре юриспруденция развилась настолько, что решения судов вышестоящего или одинакового уровня юрисдикции стали ограничивать судей в принятии решений.

#### Английская правовая система
Теория прецедента, имеющего обязательную силу, или «стоять на решённом» является основной в английской правовой системе и в производных от неё правовых системах Австралии, Канады, Гонконга, Новой Зеландии, Пакистана, Сингапура, Малайзии и ЮАР. Прецедент — это мотивировка решения судьи по конкретному делу на основании закона. По этой теории в иерархии английских судов решение высшего суда будет иметь обязательную силу для низших судов. Это означает, что когда судьи выясняют обстоятельства дела, они должны проверять, не было ли подобных дел в каком-либо суде в прошлом. Если такой прецедент был в равном или высшем суде, то судья должен подчиниться этому прецеденту. Если существует прецедент в низшем суде, судья не обязан следовать ему, но может принять его во внимание. Однако Верховный суд (ранее Палата лордов) не обязан следовать своим собственным прецедентам.
Следует отметить, что "в отличие от США принцип стоять на решенном в Англии действует гораздо жестче, так в США Верховному суду иногда достаточно дать более полное обоснование для дела и можно выносить другое решение".
Обязательную силу имеют лишь заявления по вопросу права. Они известны как мотивы решения (лат. ratio decidendi). Все остальные мотивы возникают «по ходу» и являются неофициальным мнением судьи (лат. obiter dictum, см. Рондел против Уорсли [1969 1 AC 191]). Прецедент не имеет обязательной силы, если суд решает, что предшествующее решение было в действительности сделанным по ходу дела лат. per incuriam. Например, если перед вынесением предыдущего решения не были приняты во внимание положение закона или прецедент, решение будет прецедентом, не имеющим обязательной силы. Если суд найдёт вещественную разницу между делами, он может решать самостоятельно, подчиняться силе прецедента или нет. Убедительные прецеденты — прецеденты, установленные судами, расположенными ниже в иерархии. Они могут быть убедительными, но не иметь обязательной силы. Важно, что прецеденты могут потерять силу последующим решением высшего суда или по парламентскому закону.

## Глоссарий
| Термин                     | Определение |
| -------------------------- | --- |
| Per incuriam               | относится к приговору суда, который был вынесен без учёта предписания закона или более раннего приговора, который мог оказаться существенным. |
| Неофициальное мнение судьи | заключение (или вывод), сделанное судьёй по ходу дела, не является основанием для вынесения окончательного вердикта. |
| Мотивы решения             | правовые, моральные, политические и социальные принципы, использованные судом при составлении разумного объяснения конкретного приговора. В отличие от неофициального мнения судьи, основы мотивов решения по принципу «стоять на решённом» могут являться прецедентом, имеющим обязательную силу. |
| Прецедент                  | вынесенное судом решение по конкретному делу, обоснование которого становится правилом, обязательным для всех судов той же или низшей инстанции (при прохождении аналогичного дела). Российское право не признает прецедента, а в уголовном праве не допускает решения дела по аналогии.           |